# Короткина, Людмила Васильевна
Людмила Васильевна Короткина (род. 15 декабря 1932, Ленинград) — советский и российский искусствовед, специалистка по истории русской художественной культуры Серебряного века, музейный работник. Доктор искусствоведения. Ведущий научный сотрудник Государственного Русского музея. Автор исследований о жизни и творчестве Н. К. Рериха, В. М. Васнецова, К. А. Сомова.

## Биография
После окончания исторического факультета (кафедра истории искусства) Ленинградского государственного университета получила квалификацию — «искусствовед». Работала экскурсоводом в Исаакиевском соборе. С 1958 года трудовая деятельность связана с Государственным Русским музеем. Вначале работала в экскурсионном отделе, параллельно училась в заочной аспирантуре в Институте живописи, скульптуры и архитектуры имени И. Е. Репина.
В 1983 году там же защитила кандидатскую диссертацию, посвящённую проблеме синтеза искусств в творчестве Н. К. Рериха. С 1985 года трудилась методистом в лектории ГРМ. Коллеги отмечают: «Сотни лекций, прочитанные на многочисленных предприятиях и в учреждениях города, поездки с лекциями по стране — все это важная часть её жизни».
В 1985 году вышла в свет книга «Рерих в Петербурге — Петрограде», основанная на документах, впервые введённых в научный оборот. В 2001 году — фундаментальная книга «Творческий путь Николая Рериха», обобщившая поиски и находки рериховеда. В следующем году становится доктором искусствоведения, защитив диссертацию «„Восток — Запад“ в живописи Николая Рериха». Эта тема развивается в книгах и статьях исследователя в научных сборниках.
В 2004 году увидели свет труды «Виктор Васнецов. Письма, новые материалы» и «Константин Андреевич Сомов», посвящённые открытиям в изучении жизни и деятельности выдающихся русских художников.
Преподавала на факультете изобразительного искусства (профессор кафедры художественного образования и музейной педагогики) Российского государственного педагогического университета им. А. И. Герцена. Является ведущим научным сотрудником отдела «Российский центр музейной педагогики и детского творчества» Русского музея. Входит в секцию искусствоведения Санкт-Петербургского Союза художников, избрана членом совета по защите докторских и кандидатских диссертаций при Федеральном государственном бюджетном учреждении культуры «Государственный Русский музей».

## Краткая библиография
- Н. К. Рерих и «Мир искусства» // Сборник работ аспирантов кафедры истории русского и советского искусства / АХ СССР. Фак-т теории и истории искусств. — Л., 1969. — С. 79-94.
- Николай Рерих: Альбом / Авт. вступ. ст. и сост. Л. В. Короткина. — Л.: Аврора, 1976. — 16 с., [25] л. ил. — (Мастера мировой живописи). — Текст парал. на англ. яз.
- Малоизвестное панно Н. К. Рериха // Памятники культуры: новые открытия. 1982 — Л., 1984. — С. 365—370.
- Рерих в Петербурге — Петрограде / Л. В. Короткина. — Ленинград : Лениздат, 1985. — 224 с., 16 л.
- Работа Н. К. Рериха с архитекторами А. В. Щусевым и В. А. Покровским // Музей [Текст] : художественные собрания СССР: сборник статей. — М. : Советский художник, 1989
- К. Малевич, П. Филонов и современность / Л. В. Короткина, 14,[2] с. — Л.: Ленингр. орг. о-ва «Знание» РСФСР, 1991
- Николай Константинович Рерих : альбом / Л. В. Короткина; ред. : Г. П. Кукушкина; пер. : Э. И. Мячинская. — Санкт-Петербург : Художник России : Золотой век, 1996. — 192 с. : цв. ил. — (Русские живописцы XIX—XX веков).
- К вопросу об эскизах Н. К. Рериха к пьесе А. М. Ремизова «Трагедия об Иуде, принце Искариотском» // Государственный Русский музей. Отечественное искусство. X—XX век. Выпуcк III. СПб.: Palace Edition, 1997. С. 80-90.
- Образ «Древа Жизни» в творчестве Н. К. Рериха // Петербургский Рериховский сборник. Выпуск I. Академическая гимназия СПб Университета, Мемориальное собрание С. С. Митусова в СПб. — Санкт-Петербург, 1998.
- Н. Рерих: художник, просветитель, деятель культуры. — Екатеринбург, 1999.
- «Восток-Запад» в живописи Николая Рериха : диссертация доктора искусствоведения : 17.00.04/ — Санкт-Петербург, 2001. 294 c.
- Творческий путь Николая Рериха / Л. В. Короткина. — Санкт-Петербург : АРС, 2001. — 184 с. : ил., цв. ил. — (Новые материалы и исследования).
- Н. К. Рерих на выставках «Мира искусства» [Текст] // Петербургский Рериховский сборник. : Сборник посвящён 200-летию со дня рождения А. С. Пушкина и 100-летию Художественного объединения «Мир искусства» / Сост. В. Л. Мельников. СПб. : СПбГУ, 2001. Вып. 4. С. 417431. — ISBN 5288029318
- Монументально-декоративное искусство Н. К. Рериха // Культура и время. — 2002, № 1-2. — С.238-254.
- Константин Андреевич Сомов. — [Русская живопись XX века]. — СПб.: Золотой век, 2004. ISBN 5-3420-0078-5
- Виктор Васнецов. Письма, новые материалы / авт.-сост. Л. В. Короткина; науч. ред. Г. П. Кукушкина, В. А. Леняшин . — СПб. : АРС, 2004 . — 320 с. : фот., портр., цв.ил. — В надзаг.: Рос. Акад. художеств. С.-Петерб. гос. акад. ин-т живописи, скульптуры и архитектуры им. И. Е. Репина. — ISBN 5-900351-45-9
- Человек необыкновенной судьбы // Рериховский век : каталог выставки. — Санкт-Петербург: Золотой век, 2009. — С. 15-24.
- Иностранные художники в России в XVIII веке [Текст] : на материале коллекции Русского музея : методическое пособие для музейных и школьных педагогов / Л. В. Короткина ; Санкт-Петербург : НП-Принт, 2012.